# Helina phantodonta
Helina phantodonta este o specie de muște din genul Helina, familia Muscidae, descrisă de Feng în anul 2004. Conform Catalogue of Life specia Helina phantodonta nu are subspecii cunoscute.